# Cửa khẩu Pang Hok
Cửa khẩu Pang Hok, Cửa khẩu Pang Hoc hay Cửa khẩu Sop Hun là cửa khẩu quốc tế đường bộ ở muang May tỉnh Phongsaly, CHDCND Lào .
Cửa khẩu Pang Hok thông thương với cửa khẩu Tây Trang  tại vùng đất bản Ka Hâu xã Nà Ư huyện Điện Biên tỉnh Điện Biên, Việt Nam .
Cửa khẩu ở trên đèo Taichang trên quốc lộ 2E (Lào), bên Việt Nam gọi là đèo Tây Trang. Quốc lộ 2E (Lào) nối vào quốc lộ 279 Việt Nam, tạo ra tuyến đường liên kết AH13 Asean.
Các văn liệu đưa ra các tên khác nhau. Theo Bản đồ tỷ lệ 1:50.000 tên là "Sop Hao" . Tên theo báo Dantri Online là "Sốp Hùn", và là tên cũ . Tên chính thức mới đặt là "Pang Hok" .